# Sphaeralcea obtusiloba
Sphaeralcea obtusiloba är en malvaväxtart som beskrevs av George Don jr. Sphaeralcea obtusiloba ingår i släktet klotmalvor, och familjen malvaväxter. Inga underarter finns listade i Catalogue of Life.